# NGC 922
NGC 922 är en stavgalax som befinner sig 150 miljoner ljusår från jorden i stjärnbilden Ugnen. Ringstrukturen och den förvrängda spiralstrukturen har uppstått genom en krock mellan galaxens centrum och en mindre galax för ungefär 330 miljoner år sedan. Den upptäcktes den 17 november 1784 av den tysk-brittiska astronomen William Herschel.

### Fotnoter
1. 1 2 3 4 5  ”Search Results for NGC 922”. Astronomical Database. SIMBAD. http://simbad.u-strasbg.fr/simbad/sim-basic?Ident=NGC+922. Läst 8 december 2012.
2. 1 2  ”Arkiverade kopian”. ESA/Hubble Press Release. Arkiverad från originalet den 18 maj 2013. https://web.archive.org/web/20130518042055/http://spacetelescope.org/images/heic1218a/. Läst 8 december 2012.